# 崇庆街道
崇庆街道是中华人民共和国四川省成都市崇州市下辖的一个街道办事处。
2019年12月，设立崇庆街道，将崇阳街道仁里社区、三和社区、白碾社区、朱氏街社区、西桥社区、彭庙村、水陆村、同心村、罗墩村、清平村、红桥村、东泉村所属行政区域划归崇庆街道管辖。崇庆街道办事处驻华兴西路139号。

## 行政区划
崇庆街道下辖以下村级行政区划单位：
仁里社区、三和社区、白碾社区、西江社区、金鸡社区、彭庙社区、同心社区、红桥村。